# ウンデシル酸
ウンデシル酸(Undecylic acid)は、化学式CH3(CH2)9COOHの天然に存在する11炭素長の飽和カルボン酸である。系統名は、ウンデカノン酸(undecanoic acid)である。